# Franz Speta
Franz Speta (22 décembre 1941 - 5 décembre 2015) est un botaniste autrichien. Il est spécialisé dans les plantes à bulbe, en particulier les Hyacinthaceae.

## Carrière
Franz Speta travaille comme apprenti pour un clerc. Il étudie ensuite à l'Université de Vienne dans le département de botanique et de zoologie. Il écrit avec des professeurs tels que Lothar Geitler et Tschermak Woess sur « l'évolution et la caryologie des élaiosomes en fruits et en graines ». En 1972, il obtient un doctorat.
À partir de 1970, il est chercheur associé au musée provincial de Haute-Autriche de Linz, d'abord comme directeur de la botanique et des invertébrés, puis en 1985 comme directeur adjoint du musée national et de 1990 à 1991 comme directeur par intérim. De 1993 à 2003, il dirige le nouveau centre de biologie du musée national.
En 1982, il reçoit une décoration en botanique systématique à l'Université de Salzbourg. En 1994, il reçoit le titre non académique de Conseiller (Hofrat (de)).

## Recherche
Franz Speta axe ses recherches sur les plantes à bulbe, en particulier les Hyacinthaceae concentrant Scilla et Ornithogalum. D'autres sujets sont les tribus Antirrhineae, les Scrophulariaceae et les Pinguicula (Lentibulariaceae). Il a publié une centaine d'articles scientifiques.
Il a également publié environ 50 ouvrages biographiques, principalement sur des botanistes.

## Hommage
Le genre végétal Spetaea est nommé d'après Franz Speta.